# جارد دايموند
جارد مايسون دايموند (بالإنجليزية: Jared Diamond) (مواليد 10 سبتمبر 1937) عالم وكاتب أمريكي تتناول أعماله مجالات عدة. يشغل حالياً منصب أستاذ الجغرافيا والفيزيولوجيا في جامعة كاليفورنيا، لوس أنجلوس. معروف بكتبه العلمية الحائزة على الجوائز مثل الشيمبانزي الثالث (بالإنجليزية، The Third Chimpanzee) والأسلحة والجراثيم والفولاذ (بالإنجليزية، Guns, Germs, and Steel) وانهيار (بالإنجليزية، Collapse). ويوصف دايموند بالعالم الموسوعي.

## سيرته الذاتية
ولد دايموند في بوسطن، ماساتشوستس لأسرة يهودية. والده هو الطبيب لويس كي. دايموند ووالدته المعلمة والموسيقية واللغوية فلورا كابلان. ذهب إلى مدرسة روكسبيري لاتن ونال شهادة البكالوريوس من كلية هارفارد عام 1958 والدكتوراه في الفيزيولوجيا والفيزياء البيولوجية من جامعة كامبريدج عام 1961.
بعد تخرجه من كامبريدج عاد إلى هارفرد زميلاً حتى عام 1965 وفي 1968 أصبح أستاذ الفيزيولوجيا في كلية الطب لدى جامعة كاليفورنيا، لوس أنجلوس. وفي العقد الثالث من عمره، أسس سيرة مهنية موازية في علم الطيور لغينيا الجديدة ونفذ مشاريع بحثية عدة فيها وفي الجزر المجاورة. في الخمسينات من عمره، أسس دايموند تدريجياً مسيرة مهنية ثالثة في التاريخ البيئي وأصبح أستاذ الجوغرافيا في جامعة كاليفورنيا لوس أنجلوس وهو المنصب الذي يشغله حالياً. حصل على الدكتوراه الفخرية من جامعة ويستفيلد الحكومية عام 2009.
متزوج من ماري دايموند (ماري نابل كوهن) حفيدة السياسي البولندي إدوارد ويرنر ولهما ابنين بالغين جوش وماكس دايموند. حصل عام 1999 على الميدالية الوطنية للعلوم. وشقيقته سوزان دايموند روائية ناجحة.

## عمله
فضلاً عن كتبه ومقالاته الأكاديمية في مجالي البيئة وعلم الطيور، كتب دايموند مجموعة من الكتب العلمية الشعبية المعروفة باستقائها مصادر من خارج اختصاصات دايموند.
درست أولى هذه الكتب التطور البشري وعلاقته بالعالم الحديث حيث جمعت أفكاراً من مجالات الأنثروبولوجيا والأحياء التطوري وعلم الجينات والبيئة واللسانيات. حاز الكتاب على رضا النقاد كما نال جائزة رون-بولنك عام 1992 للكتب العلمية فضلاً عن جائزة لوس أنجلوس للكتاب. وفي عام 1997، نشر متعة الجنس (بالإنجليزية، ?Why is Sex Fun) والذي ركز على تطور الجنسية البشرية مستمداً من الأنثروبولوجيا والبيئة والأحياء التطورية.
نشر ثالث وأشهر كتبه العلمية الشعبية عام 1997. وفيه سعى دايموند شرح الهيمنة اليوروآسيوية خلال التاريخ. واستناداً على علوم البيئة والأثار والجينات واللسانيات ودراسات تاريخية عدة زعم أن الفجوات في القوة والتكنولوجيا بين المجتمعات الإنسانية لا تعكس فروقات ثقافية أو عرقية بل تعود إلى اختلافات بيئية عززتها عدة دوائر تغذية راجعة إيجابية.
وعليه، منحت جغرافيا الكتلة الأوروبية-الآسيوية سكانها أفضلية على مجتمعات القارات الأخرى الذين استطاعوا فرض سيطرتهم عليها. وعلى الرغم من انتقاد أمثلة معينة في الكتاب وحتميته البيئية المزعومة تصدر قوائم الكتب الأكثر مبيعاً وحاز على عديد من الجوائز منها جائزة البوليتزر. وأنتج فيلم تلفزيوني وثائقي بناءً على الكتاب من قبل جمعية ناشونال جيوغرافيك عام 2005.
استكشف كتاب دايموند التالي (2005) عدداً من الحضارات القديمة في محاولة لمعرفة الأسباب التي أدت إلى سقوطها أو نجاحها كما يتناول الكتاب استفادة المجتمعات المعاصرة من هذه الأمثلة التاريخية. كما هو الحال في أسلحة وجراثيم وصلب، جادل دايموند ضد التفسيرات التاريخية التقليدية لفشل المجتمعات السابقة، وركز بدلا من ذلك على العوامل البيئية.
وفي حين لم يلق نفس نجاح أسلحة وجراثيم وصلب، حاز انهيار على رضا النقاد كما اتهم بالحتمية البيئية وعدم الدقة.
ومؤخراً شارك دايموند في تحرير تجارب التاريخ الطبيعية (بالإنجليزية، Natural Experiments of History) وهو مجموعة من المقالات التي تتبنى المقاربة التاريخية التي يدعو إليها دايموند والتي تتميز بالمقارنة وتناول مختلف التخصصات.

## الثأر لنا (2008)
في 21 أبريل 2009، رفعت هينيب مانديغو وهاب دانيال ويمب من بابوا غينيا الجديدة قضية تشهير بتعويض قدره 10 ملايين دولار أمريكي ضد دايموند لمقالته المنشورة في نيو يوركر عام 2008 بعنوان «الثأر لنا: ماذا تقول لنا المجتمعات القبلية عن رغبة الانتقام؟» (بالإنجليزية، ?Vengeance Is Ours: What Can Tribal Societies Tell Us About Our Need to Get Even). وتتناول المقالة العداوات وقتلى الثأر عند قبائل المرتفعات في غينيا الجديدة والتي يزعم مانديغو وويمب تشويهها من قبل دايموند. جاءت الدعوى في أعقاب تحقيق أجرته روندا رولاند شيرر زعم وجود أخطاء في الحقائق التي ذكرتها المقالة أبرزها الخاصة بمانديغو الضحية المزعومة لعداوة أقعدته حسب دايموند إلا أنه بصحة طيبة.
وأعلن دايموند ونيو يوركر تمسكهم بالمقالة. يقولون أنها رواية أمينة للقصة التي رواها ويمب لدايمواند أثناء عملهما معاً في 2001 والمقابلة الرسمية التي أجريت عام 2006 بناءً على ملاحظات مفصلة وأن دايموند والمجلة قاما بكل يمكن فعله للتحقق من القصة.ويزعمون أيضاً أن مكالمة هاتفية مسجلة في أغسطس 2008 بين دانيال ويمب وكريس جينيغز الذي يعل في التحقق من الحقائق في النيو يوركر تثبت عدم اعتراض ويمب على أي شيء. ويدعي ويمب إخبار جينينغز بأن القصة «غير دقيقة.» وتشير عالمة الأنثروبولوجيا بولين فايزنر والخبيرة بحروب القبائل في بابوا غينيا الجديدة إلى كثرة المبالغات التي يختلقها الشباب بخصوص مآثرهم وأنه من السذاجة من دايموند قبول قصص ويمب ونشرها كما هي.

## روابط خارجية
- جارد دايموند على موقع IMDb (الإنجليزية)
- جارد دايموند على موقع الموسوعة البريطانية (الإنجليزية)
- جارد دايموند على موقع مونزينجر (الألمانية)
- جارد دايموند على موقع ميوزك برينز (الإنجليزية)
- جارد دايموند على موقع إن إن دي بي (الإنجليزية)
- جارد دايموند على موقع قاعدة بيانات الفيلم (الإنجليزية)